# Plaza de las Comendadoras
La Plaza de las Comendadoras es un plaza peatonal situada en el barrio de Universidad, distrito Centro de Madrid. 
Se encuentra unida a las calles de Amaniel y Quiñones, muy cerca del cuartel del Conde-Duque y de la Plaza de España.

## Historia
Debe su nombre al Convento de las Comendadoras de Santiago, fundado en 1650 por orden de Felipe IV, cuya principal fachada ocupa un lateral de la plaza. La iglesia, datada en el año 1697, el elemento más destacable, es obra de los hermanos Manuel y José del Olmo. La construcción del convento es posterior, de 1753. En 1774 Carlos III encargó a Francesco Sabatini la construcción de un nuevo edificio, que vino a completar la urbanización de la manzana.

## Localizaciones cinematográficas
Se han rodado en esta plaza secuencias de numerosas películas, tales como: Nadie lo sabrá (Ramón Torrado, 1953),[cita requerida] Mi tío Jacinto (Ladislao Vajda, 1956), Fulano y Mengano (Joaquín Luis Romero Marchent, 1959),[cita requerida] El cochecito (Marco Ferreri, 1960), Del rosa al amarillo (Manuel Summers, 1963), Amador (Francisco Regueiro, 1964),[cita requerida] Los subdesarrollados (Fernando Merino, 1968),[cita requerida] El taxi de los conflictos (Mariano Ozores y José Luis Sáenz de Heredia, 1969),[cita requerida] Tormento (Pedro Olea, 1974),[cita requerida] Lucía y el sexo (Julio Medem, 2001), Noviembre (Achero Mañas, 2003), Lola, la película (Miguel Hermoso, 2007),[cita requerida] Sexo fácil, películas tristes (Alejo Flah, 2014), No culpes al karma de lo que te pasa por gilipollas (María Ripoll, 2016),[cita requerida]  y Madres paralelas (Pedro Almodóvar, 2021).